# Palatul Apelor din Timișoara
Palatul Apelor, cunoscut și ca Palatul Societății de Hidroameliorări Timiș–Bega, Palatul Regionalei CFR Timișoara, Palatul Direcției Apelor Banat, este o clădire monumentală, situată la intrarea dinspre centrul orașului spre cartierul Iosefin din Timișoara. Face parte din Situl urban „Vechiul Cartier Iosefin”. Construit în 1901 pentru Societatea de Hidroameliorări Timiș Bega, între 1948–2007 a mai adăpostit Regionala CFR Timișoara. Actual aparține din nou Administrației Bazinale de Apă Banat.
Inițial palatul a fost proiectat și executat cu un singur etaj, dar peste 10 ani a fost supraetajat. În 2018 s-a încheiat o reabilitare începută în 2010 prin care s-a refăcut acoperișul, s-a hidroizolat fundația, s-au refăcut instalațiile interioare, s-a construit o nouă casă a scării, s-a amenajat mansarda și s-au refăcut finisajele, atât cele interioare, cât și bogatele decorații exterioare, caracteristice stilului Seccesion. Actual este una dintre cele mai frumoase clădiri din Timișoara.

## Istoric
Situat la limita dintre cartierele Iosefin și Elisabetin, palatul a fost construit pentru Societatea de hidroameliorări Timiș–Bega, înființată în 1871 în special pentru gestionarea Canalului Bega, importantă cale de transport în epocă.

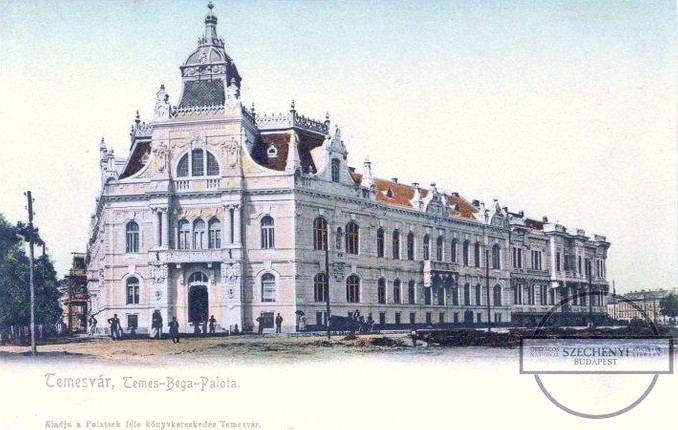
Aspectul inițial al palatului, imagine din 1902

Proiectat de arhitectul Lipót Baumhorn, lucrările au început pe baza autorizației de construcție din 13 august 1900, sub conducerea arh. Karl Hart, iar construcția a fost terminată la 29 august 1901. Inițial clădirea a avut un sihgur etaj, dar între 1910–1911 constructorul Arthur Tunner (1876–1976) a supraetajat-o prin inserarea celui de al doilea etaj, păstrând aspectul general.
În 1923 în clădire funcționa Prefectura Poliției și Siguranța Statului. Tot aici, între 1924–1950 a funcționat sindicatul proprietarilor care aveau interese în cursurile de apă.
În 1941 aici era decanatul Facultății de Agronomie și Facultatea de Geografie, refugiate din Cluj.
În 1948 palatul a fost naționalizat și atribuit Regionalei CFR Timișoara. După 1989 Administrația Națională Apele Române a cerut retrocedarea. Aceasta a durat până în 2007, deoarece Regionala CFR a acuzat Apele Române că ar fi întabulat proprietatea cu acte false. Odată retrocedat, palatul a putut fi reabilitat. După reabilitare, palatul este noul sediu al Administrației Bazinale de Apă Banat, prin mutarea de la vechiul sediu din bd. Mihai Viteazu, nr. 32.

## Descriere
Palatul, o clădire cu două etaje, are o travee centrală orientată spre est și două aripi de circa 30 m, aripa de la sud fiind situată pe Bd. 16 decembrie 1989, iar cea de la nord pe Splaiul Tudor Vladimirescu. Traveea centrală, unde se află intrarea în clădire, este supraînălțată și dominată de un turn-cupolă, care este o construcție din lemn, actual fiind acoperită cu tablă zincată care imită țigla inițială. Fațada dinspre est a traveei, cu o lungime de circa 17 m, este ornamentată cu coloane duble din ordinul ionic, care pun în valoare frontoanele. Întreaga clădire este foarte bogat ornamentată, cu elemente neobaroce în stilul seccesion eclectic. Decorarea s-a făcut în special cu elemente din mediul acvatic și figuri marine: pești, căluți de mare, scoici, plante acvatice și figuri antropomorfe feminine.

Elemente decorative
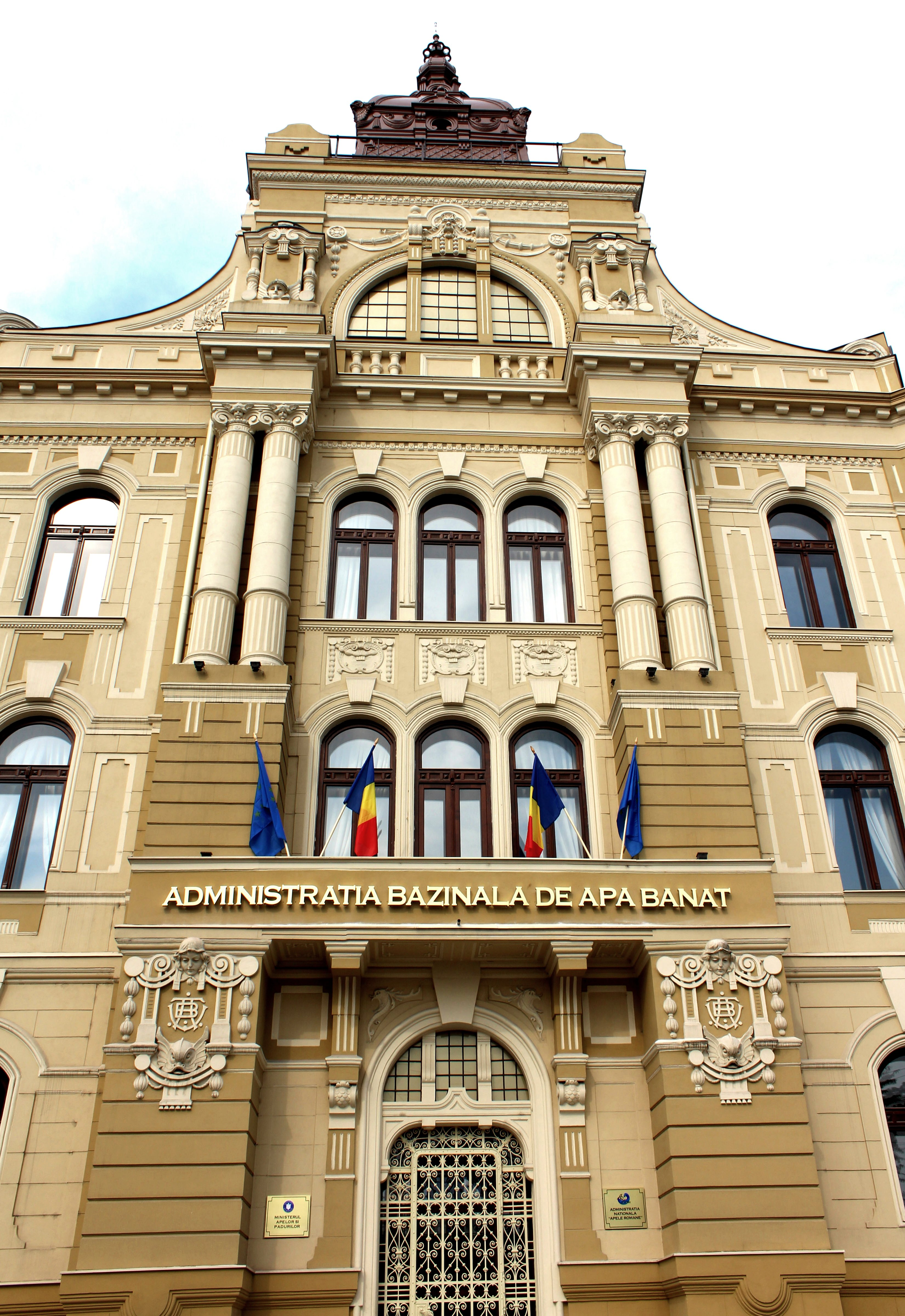
Traveea centrală, decorată cu coloane, căluți de mare, plante acvatice și figuri antropomorfe
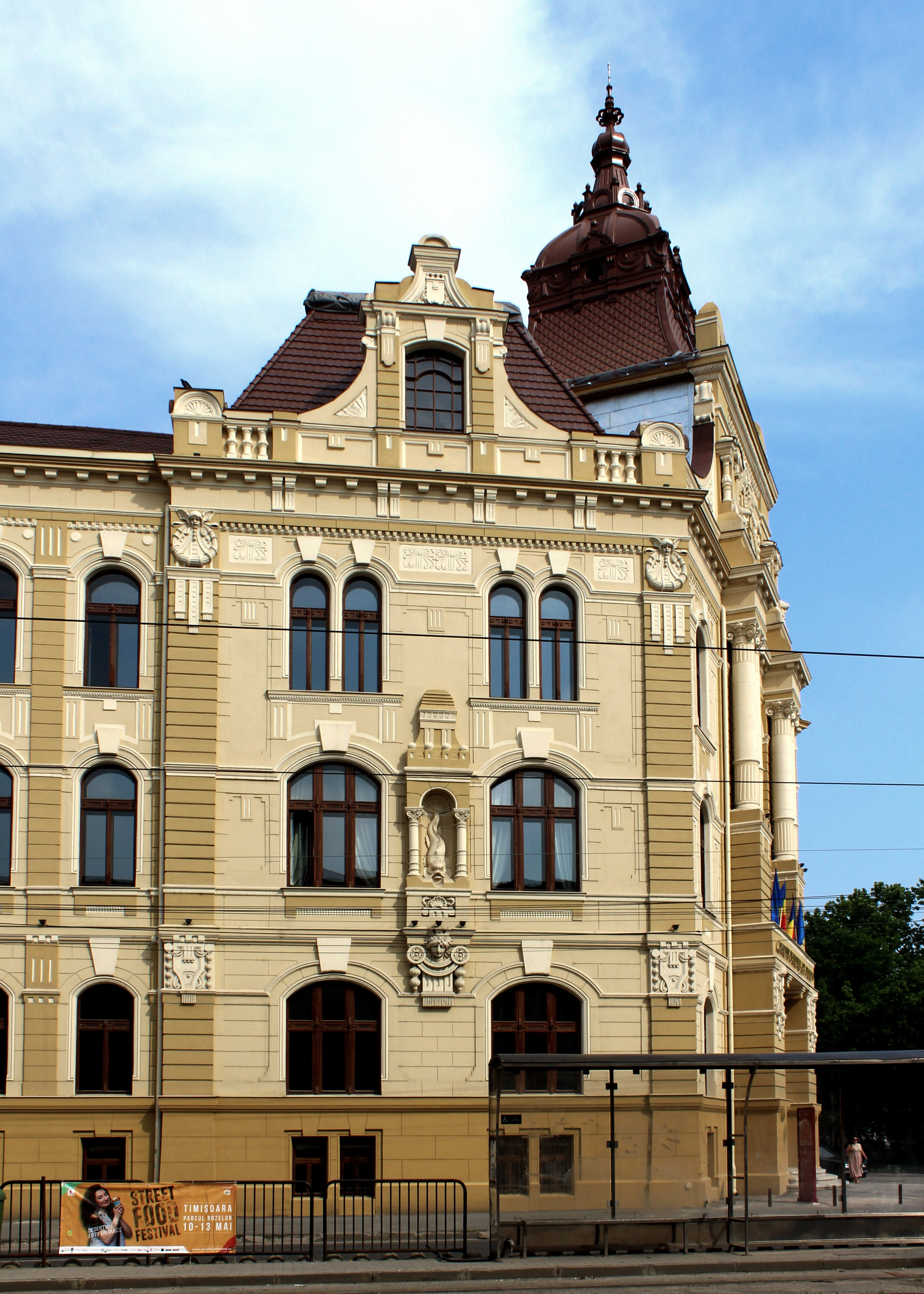
Traveea centrală, vedere dinspre sud, decorată cu pești, scoici, plante acvatice și figuri antropomorfe
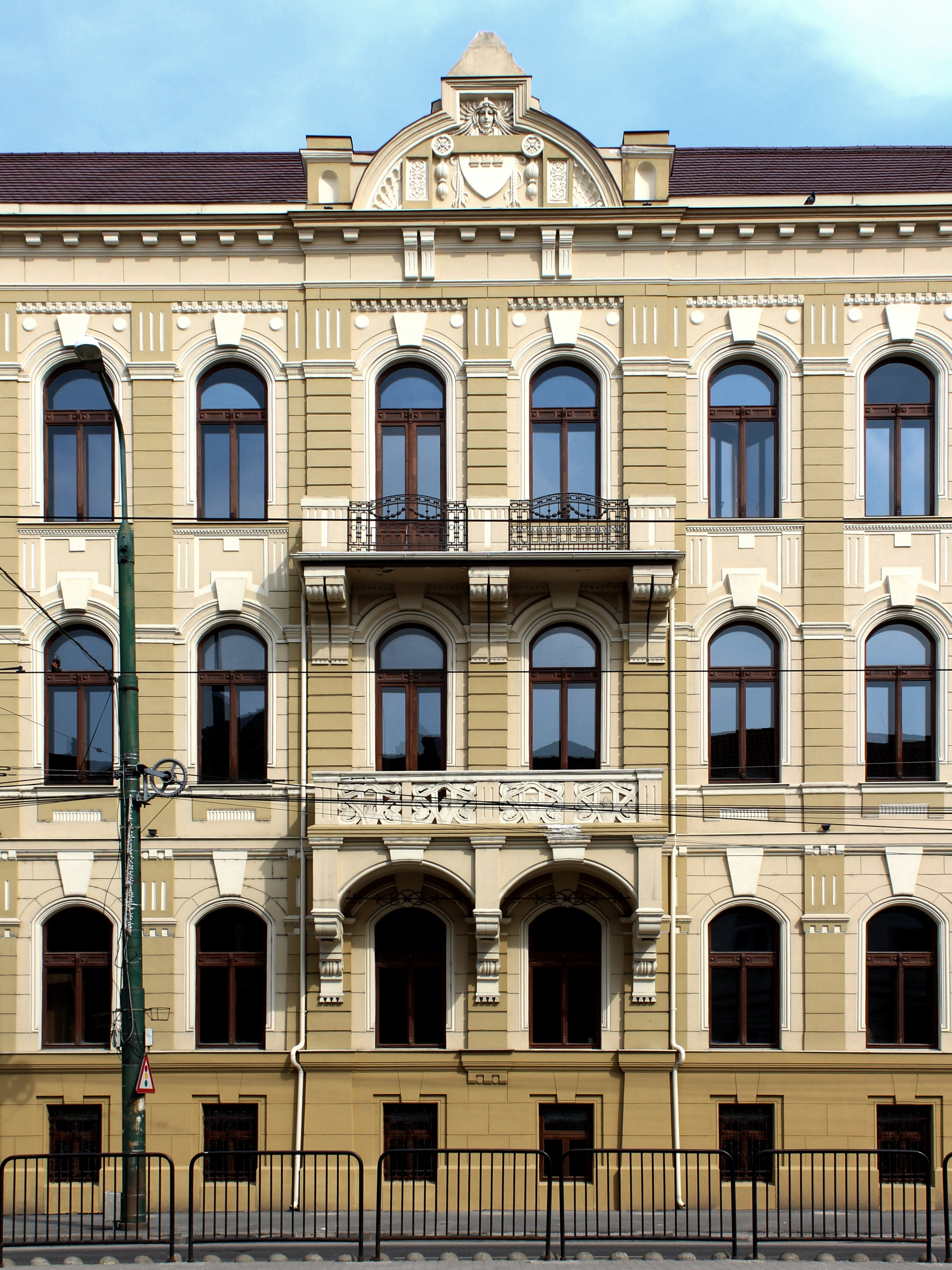
Aripa de sud, decorată cu scoici, plante acvatice și figuri antropomorfe

## Reabilitarea din 2010–2018

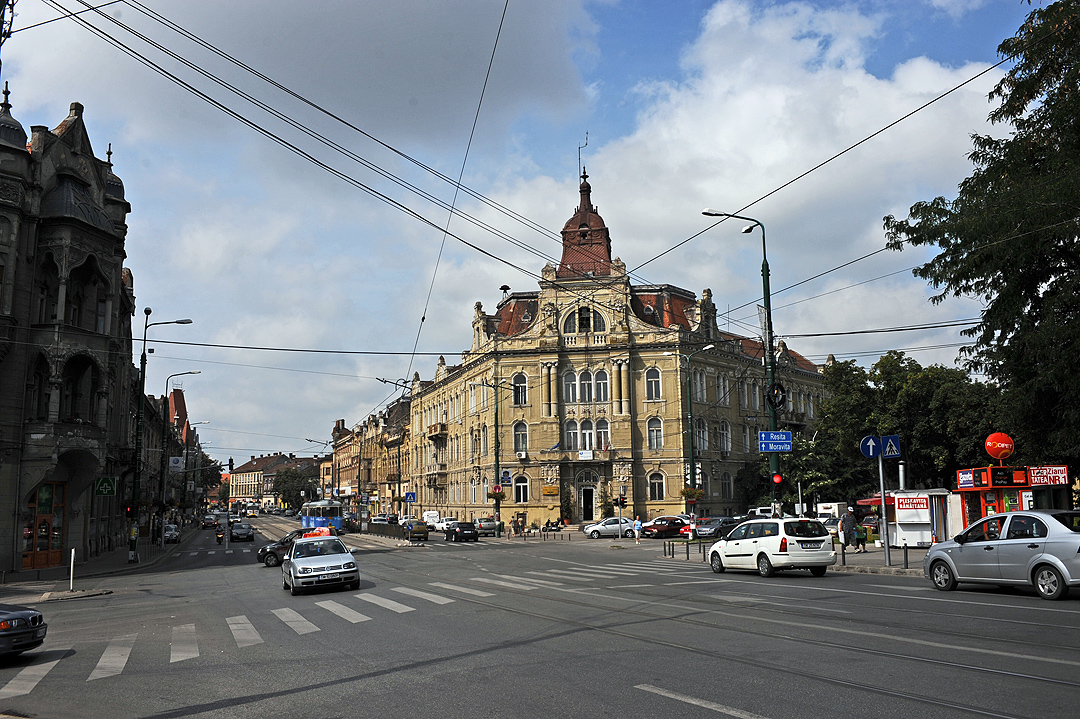
Palatul Apelor în 2009, înainte de reabilitare

După 1911 la clădire practic nu s-au mai făcut lucrări de întreținere, astfel că Apele Române au avut în vedere necesitatea reabilitării ei, demersurile începând încă din anii 2000, odată cu investiția „Ecologizare canal Bega pe sector Timișoara-frontieră Serbia”. Cel ce s-a ocupat de întregul proiect de reabilitare a fost ing. Doru Purdea, angajat al Apelor Române, actual pensionar. În 2009 s-a făcut un studiu de fezabilitate, iar între 2010–2012 s-a lucrat la hidroizolatra fundației, care este din cărămidă.
În 2012 s-au obținut bani de la buget și până în 2013 au fost restaurate fațadele traveei centrale și aripii de sud. Restaurările, ca monument istoric, s-au făcut sub supravegherea arh. Sorin Henț. În continuare însă, Curtea de Conturi Timiș a afirmat că Administrația Bazinală de Apă Banat ar fi societate comercială și că n-ar avea dreptul de a dispune de bani de la buget și a blocat banii respectivi, inclusiv reabilitarea clădirii. Pentru deblocare a fost nevoie de o acțiune în justiție, acțiune care a durat timp de 4 ani, până în 2017. La reluarea lucrărilor a trebuit organizată o nouă licitație, care însă a fost câștigată tot de firma care a efectuat și prima parte a reabilitării, ea fiind autorizată pentru lucrări asupra clădirilor declarate monumente istorice. Costurile totale ale reabilitării au fost de circa 2,7 milioane de euro.
A fost refăcut acoperișul, reparând învelitoarea și înlocuind elementele de șarpantă (en/fr) deteriorate. De asemenea, a fost schimbată tinichigeria: jgheaburile și burlanele. La mansardă s-au amenajat 24 de garsoniere (en), care vor fi folosite pentru cazarea delegațiilor.
În interior a fost înlocuită tâmplăria degradată: uși și ferestre, dușumele și lambriuri. S-au refăcut pardoselile de mozaic și tencuielile degradate, precum și elementele de rezistență cu probleme, de exemplu unele bolți. S-au refăcut rețelele electrice și de apă–canalizare, iar în camere s-au montat instalații de încălzire și climatizare. Spre curte s-a construit o nouă casă a scării, dotată cu lift.
Inițial clădirea a fost extrem de bogat ornamentată, însă în decursul restaurărilor multe ornamente (fr) au fost modificate sau desființate. Totuși, unele ornamente au reușit să fie reproduse după vechi fotografii sau după detalii mai decorează unele clădiri din Timișoara proiectate de Lipót Baumhorn. Vitraliile geamurilor au fost recondiționate la Arad. Clădirea beneficiază de [[iluminat artistic|]] (fr) al fațadelor.
Inaugurarea palatului reabilitat a avut loc la 17 mai 2018, în prezența mitropolitului Banatului, IPS Ioan Selejan și a ministrului Apelor și Pădurilor, Ioan Deneș.